# St. Thomas (Adenstedt)
Die Kirche St. Thomas war die katholische Kirche in Adenstedt, einem Ortsteil von Ilsede im Landkreis Peine in Niedersachsen. Zuletzt gehörte die Kirche zur Pfarrgemeinde St. Bernward mit Sitz in Groß Ilsede, im Dekanat Braunschweig des Bistums Hildesheim. Die Kirche war nach dem heiligen Apostel Thomas benannt und befand sich im Amselweg 15. Heute ist St. Bernward im etwa fünf Kilometer entfernten Groß Ilsede die nächstgelegene katholische Kirche.

## Geschichte
Mit der Einführung der Reformation wurden die Einwohner Adenstedts evangelisch-lutherisch. Ab etwa 1946 ließen sich, in Folge der Ostvertreibung, wieder Katholiken in größerer Zahl in Adenstedt und den umliegenden Ortschaften nieder. Sie wurden zunächst von der Kirchengemeinde St. Laurentius in Hohenhameln betreut, die Gottesdienste in Adenstedt fanden in der evangelischen Kirche statt. Bereits 1948/49 gab es Planungen, eine eigene Kirchengemeinde in Adenstedt zu gründen, was jedoch von der Mehrheit der damals etwa 600 Katholiken in Adenstedt abgelehnt wurde. 1966 wurde ein Kirchbauverein in Adenstedt gegründet. Im August 1968 begann der Bau der St.-Thomas-Kirche, am 21. September 1968 erfolgte die Grundsteinlegung durch Generalvikar Adalbert Sendker. Am 17. Juni 1969 folgte die Konsekration durch Bischof Heinrich Maria Janssen. Sie war zunächst eine Filialkirche der Pfarrei Hohenhameln, ihr Einzugsgebiet umfasste neben Adenstedt auch Solschen. Vom 1. November 1969 an wurde die Kirche von der Pfarrei St. Bernward in Groß Ilsede betreut, am 1. April 1971 wurde die Kirche der Pfarrei St. Bernward auch kirchenrechtlich angeschlossen. 1986 wurde das Nachbargrundstück erworben, um den Kirchgarten zu vergrößern und Parkplätze anzulegen.
2008 wurde auf Grund zurückgehender Finanzmittel, aber auch dem Priestermangel, vom Bistum beschlossen, die Kirche aufzugeben. Am 1. März 2009 wurde die Kirche von Generalvikar Werner Schreer profaniert, im März 2010 erfolgte ihr Abriss.

## Architektur
Die Kirche wurde als Beton-Fertigteilkirche mit freistehendem Turm erbaut, sie befand sich in rund 88 Meter Höhe über dem Meeresspiegel. Zu ihr gehörte auch ein Pfarrheim.